# Deamo Baguga
Deamo Baguga (* 14. März 1986) ist ein nauruischer Leichtathlet. Er ist der Bruder von Paner Baguga und läuft vor allem über die 100-Meter-Distanz. Sein Training in Nauru absolviert er auf dem Linkbelt Oval in Aiwo.
Baguga nahm 2004 an den Leichtathletik-Juniorenweltmeisterschaften im italienischen Grosseto teil, wo er seine bisherige Bestleistung von 11,89 Sekunden lief. Als einziger nauruischer Athlet neben Rosa-Mystique Jones nahm er an den Arafura Games 2005 in Darwin teil, und auch bei den Leichtathletik-Weltmeisterschaften 2005 in Helsinki war Baguga neben Jones der einzige Nauruer, wo er im Vorlauf am 6. August 2005 zwar scheiterte, dabei aber eine neue Bestleistung von 11,64 Sekunden lief.
Baguga spielt nebenbei in der nauruischen Australian Football-Liga und war 2003 Torschützenkönig.